# コロンバンガラ島沖海戦
コロンバンガラ島沖海戦（コロンバンガラとうおきかいせん）、またはコロンバンガラ島沖夜戦は、太平洋戦争（大東亜戦争）中の1943年7月12日にソロモン諸島コロンバンガラ島沖で発生した海戦。日本海軍のコロンバンガラ島への輸送部隊とアメリカ海軍、ニュージーランド海軍が交戦した。日本軍は軽巡洋艦1隻が沈没、アメリカ軍は駆逐艦1隻が沈没し、軽巡洋艦3隻が大破した。
アメリカ軍およびニュージーランド軍側の呼称はコロンバンガラ海戦（Battle of Kolombangara）。なお、ここではコロンバンガラ島沖海戦前の7月9日に行われた輸送作戦、および海戦後の7月19日から20日にかけて行われた第七戦隊などの出撃と輸送作戦についても合わせて述べる。

## 背景
1943年6月30日にアメリカ軍はレンドバ島に上陸し、7月5日にはニュージョージア島へ上陸した。日本軍は航空攻撃と水雷戦隊（駆逐艦主力）で反撃を敢行した。
この状況で7月4日と7月5日に日本軍によるコロンバンガラ島への増援部隊の輸送が行われ、7月4日の輸送はウォルデン・L・エインズワース少将率いる第36.1任務群と遭遇したため果たせず、7月5日の輸送では途中で再度第36.1任務群と遭遇してクラ湾夜戦が発生し、任務は果たしたものの物件全量の揚陸はならなかった。また、秋月型駆逐艦の新月（外南洋部隊増援部隊/第三水雷戦隊旗艦）がクラ湾夜戦で沈没し、秋山輝男少将以下第三水雷戦隊司令部も全滅した。
後任司令官（増援部隊指揮官兼任）として7月7日付で伊集院松治大佐（当時、戦艦金剛艦長）が発令されて7月10日に着任するが、伊集院大佐の到着までの間、重巡洋艦鳥海艦長有賀幸作大佐が臨時の増援部隊指揮官となった。さらに、連合艦隊司令長官古賀峯一大将は第二水雷戦隊（司令官伊崎俊二少将）と、その旗艦神通と駆逐艦清波、および最上型重巡洋艦2隻（熊野、鈴谷）から成る第七戦隊（司令官西村祥治少将）をラバウル方面に進出させて南東方面部隊に編入させ、それぞれに出撃準備を命じた。
ムンダ方面の戦闘は依然として厳しい状況であり、連合国軍の横腹を突くため陸軍はニュージョージア島へ一部の兵力を移すこととなった。その兵力としてコロンバンガラ島に駐屯していた第十三連隊を転用する事とし、転用に伴う後詰め兵力の輸送は7月9日夜に実施される事となった。同時に水上戦闘が生起することを想定して、ラバウル方面に所在の巡洋艦（重巡鳥海と軽巡川内）も引き連れる事とした。

### 1943年7月9日の輸送作戦参加艦艇
- 主隊：重巡洋艦鳥海（外南洋部隊指揮官座乗）、軽巡洋艦川内[5]
- 警戒隊：駆逐艦雪風、夕暮、谷風、浜風[5]
- 輸送隊：駆逐艦皐月、三日月、松風、夕凪[5]

輸送隊は陸兵1,200名、物件85トンを搭載

### 作戦経過とその後
7月9日17時、主隊と警戒隊、輸送隊はブインを出撃し、ベラ湾北方で輸送隊はビラに向かう。なんら妨害を受けることなく輸送任務は成功した。主隊と警戒隊はニュージョージア島のアメリカ軍に対して艦砲射撃を行った後、敵艦隊を捜索するが会敵せず、7月10日に三隊ともブインに帰投した。
輸送作戦の効果は「味方の航空支援などもあって効果てきめんであり、明るい材料が多い」と判断された。しかし、第十三連隊をニュージョージア島に移したという事は、その分コロンバンガラ島の兵力が減少したという事につながる。第八方面軍（今村均中将）は更なる後詰め兵力として歩兵第四十五連隊中から第二大隊と砲兵一個中隊合計1,200名と物件約100トンを送り込む事とし、その輸送作戦の指揮はラバウルに進出したばかりの伊崎少将に委ねられる事となった。
一方、クラ湾夜戦で軽巡洋艦へレナ (USS Helena, CL-50) を失った第36.1任務群は、その代役として輸送船団の護衛任務についていたニュージーランド海軍の軽巡洋艦リアンダー (HMNZS Leander) を引き抜いて巡洋艦群の二番艦とした。また、駆逐艦も倍以上に増加させ、前衛と後衛の兵力を増強した。

## 参加艦艇

### 日本海軍
- 第二水雷戦隊部隊（二水戦部隊[10]/警戒隊[11][12]）

軽巡洋艦：神通
駆逐艦：清波、雪風、浜風、夕暮、三日月
- 輸送隊[10]

駆逐艦：皐月、水無月、夕凪、松風
輸送隊は陸兵1,100名、物資約100トンを搭載

### 連合国軍
- 第36.1任務群[14]

前衛：駆逐艦ニコラス、オバノン、テイラー、ラドフォード、ジェンキンス
主隊：軽巡洋艦ホノルル（任務群旗艦）、リアンダー、セントルイス
後衛：駆逐艦ラルフ・タルボット、ブキャナン、グウィン、モーリー、ウッドワース

## 戦闘経過
7月12日3時30分、二水戦部隊はラバウルを出撃してブカ島北方を経由し、クラ湾に接近する。輸送隊は18時40分にブインを出撃した。これら日本艦隊の動きは沿岸監視員によって察知されており、リレー形式で連合国軍に通報された。これを受け、南太平洋部隊（第3艦隊）司令官ウィリアム・ハルゼー大将は第36.1任務群に「東京急行」の阻止を命じる。
22時35分、第36.1任務群は先行する索敵機から日本警戒隊発見の報を受信。針路270度に変更し、速力28ノットで日本艦隊を攻撃に向かう。エインズワース少将は当夜の戦法について、前回のクラ湾夜戦では「軽巡洋艦にレーダー射撃によって先制攻撃を行い、魚雷回避のため軽巡洋艦を退避させた後、駆逐艦に突撃させる」という戦法を採用していたが、今回は駆逐艦の突撃と軽巡洋艦のレーダー射撃を入れ替え、前衛の駆逐艦による雷撃の後に軽巡洋艦がレーダー射撃を行い、一斉回頭を行ってから後衛の駆逐艦に突撃させるという戦法を採用した。他にも夜間偵察機を引きつれており、弾着観測を兼ねさせていた。第36.1任務群のネックは「リアンダー」の最大速力が28ノットしか出なかった事であり、エインズワース少将は部隊の統一速力を28ノットに定めた。
二水戦部隊の陣形は単縦陣で、三日月を先頭に立てて神通、雪風、浜風、清波、夕暮だった。雪風に装備されたばかりの逆探が最初に電波を捕らえたのは22時30分頃だった。レーダー波が発せられた方向はスコールが発生していたため暗幕を降ろしたように暗く、見張り員の双眼鏡に敵の艦影は映らない。初の実戦となる逆探が確実に作動しているか疑問を残しながらも、電探室から刻々と報告される感度に従い艦隊を進ませた。
22時44分、第九三八航空隊の水上偵察機が4隻の敵艦が針路290度、速力20ノットで進んでいるのを発見し、神通に通報するが、当時、偵察機からの通信は受信側への伝播時間と暗号解読により10分前後の差が生じるため、神通がこの通報を確認しえたのは22時57分で、既に米艦隊は増速し日本艦隊をレーダーで捕捉する寸前まで接近していた。同22時57分、雪風の逆探は前方の第36.1任務群からレーダー波が発せられているのを探知していた。日本艦隊は30ノットに増速、針路120度とし砲雷同時戦の用意をすると、23時00分には輸送隊を南西へ分離し、身軽な警戒隊6隻で単縦陣を組んだ。
一方の米艦隊は22時59分にホノルルのレーダーが日本艦隊を探知し、エインズワース少将は前衛駆逐隊に魚雷攻撃、後衛駆逐隊に前方進出を命じた。両艦隊は反航する形となり、相対速度60ノットで急接近した。23時3分、日米艦隊は距離24kmでほぼ同時に艦影を目視で確認する。第36.1任務群はニコラスが二水戦部隊を発見し、日本艦隊は敵前衛駆逐艦、次いで本隊の巡洋艦隊を発見。神通は砲雷同時戦を下令した。

### 第一合戦
23時8分、日本側は敵艦隊を発見し、神通は探照灯を照射。23時13分に魚雷戦、砲戦を開始した。一方アメリカ側も駆逐艦およびリアンダーが雷撃を行い、軽巡洋艦3隻はレーダー射撃で神通に砲撃を集中した。雪風の水雷科下士官によれば「（日本の）水雷戦隊は水柱で出来たサボテンの林の中を突進しているような状態で、探照灯をつけて集中砲撃を受ける神通が観測窓から見えた」という。神通では艦橋への被弾で第二水雷戦隊司令部が全滅し、艦長も戦死。さらに艦尾への被弾で舵が破壊され、列外に飛び出る形となった。二度目の雷撃（7本発射）後、缶室に連続して被弾し、神通は航行不能となった。
神通への砲撃集中は、他の駆逐艦への砲弾の洗礼がほぼなかったことを意味する。当時、雪風の水雷長だった斎藤一好元大尉は著書で「雪風の後甲板に巡洋艦群からの不発主砲弾が命中した」と証言しているが、雪風の菅間艦長によれば命中弾はなく、後甲板に敵弾の破片が散っていたとある。斎藤元大尉も雪風乗員らが纏めた手記では「弾着は後方に逸れて無事」、「砲弾の破片が後甲板に残っていた」と同じ証言をしている。海上に投げ出された神通の生存者たちは、続いてアメリカ艦隊の砲撃が雪風に集中し、砲弾が雪風の艦尾すれすれに幾つも落下するのを目撃したが、「雪風には幸運の女神が鎮座ましましていると、艦隊の誰もが信じていたから」と安心して見ていたと言う。

浜風、清波、夕暮は距離6,000メートルで、雪風は距離4,800メートルで右魚雷戦、魚雷を発射する。魚雷31本を発射（雪風は故障で7本）後、二水戦部隊は北方および西方に針路をとって魚雷の次発装填に取り掛かる。しかし旧式駆逐艦の三日月のみはそのまま戦場から離脱していった。発射から約8分後の23時22分、リアンダーの右舷に魚雷1本が命中する。閃光防止火薬の黒煙に包まれて立ち往生した刹那、もう1本の魚雷が左舷側ボイラー室に命中するも、これは不発であった。それでもリアンダーは浸水のため戦闘不能となり、前衛の駆逐艦から護衛役に回されたラドフォードとジェンキンスに付き添われてツラギ島に下がっていった。リアンダーはツラギ島、オークランド、ボストンで修理を受けたが、二度と戦場に戻る事はなかった。

第36.1任務群は駆逐艦ニコラス、オバノン、テイラーを二水戦の駆逐艦の追撃に向かわせた。この時、ニコラス艦橋で指揮を執る前衛駆逐隊司令官のフランシス・X・マキナニー大佐は「敵と間違えて物騒なプレゼントを贈らんで下さいよ」と同士討ちを茶化した冗談を言い、これに対し後衛駆逐隊司令官のトーマス・J・ライアン大佐、或いはエインズワース少将が「心配するな。早くbastard（クソ野郎）どもを叩きのめしてこい。武運を祈る」と答えるほど景気が良かったが、二水戦部隊はこの夜に付近の海域で発生していたスコールを利用して敵の追跡を振り切った。
前衛のアメリカ駆逐艦の何隻かは、炎上する神通に対して魚雷を発射し、神通の二番煙突右舷後方に命中した。さらに23時48分にも魚雷が命中し、神通は大爆発を起こし二つに折れて沈没、乗員のほとんどが死亡した。神通は後に戦史研究家サミュエル・E・モリソンから「神通こそ太平洋戦争中、最も激しく戦った日本軍艦である」と賞賛された。第36.1任務群の巡洋艦群は神通撃沈のために、ホノルルが1,110発、リアンダーが160発、セントルイスが1,360発の6インチ砲弾を消費した。

### 第二合戦
雪風の島居威美大佐が二水戦部隊の指揮を引き継ぐと、23時36分、駆逐艦四隻（雪風、浜風、清波、夕暮）はスコールの中で18分という異常な速さで魚雷の次発装填を終えて戦場に戻った。第36.1任務群も、リアンダー、ラドフォード、ジェンキンスを分離して陣形を立て直し、北方への追跡を開始したが、第一合戦の間に前衛の駆逐艦ニコラス、オバノン、テイラーの所在が不明となっていた。23時56分、ホノルルのレーダーは右前方に複数の目標を探知した。ところが、エインズワース少将にとっては、この目標が所在不明のままの味方の駆逐艦なのか敵の部隊なのか全く判断がつかなかった。エインズワース少将の幕僚たちは「レーダーに映るのはニコラスやオバノンたちだ」と進言して同士討ちを躊躇させていた。戦史家のサミュエル・エリオット・モリソンは皮肉を込めてこの幕僚たちを「wise guy（お利口さん）」と称している。
二水戦部隊は23時57分に第36.1任務群を発見すると、再びスコールを利用して距離6,500～7,400メートルの距離まで接近し、第36.1任務群が何も戦闘を起こさないうちに、7月13日0時5分に二度目の魚雷発射と砲撃を行う。二水戦部隊の砲撃により、ようやく敵味方の区別がついたエインズワース少将は、右に針路をとって砲撃を開始する。その時、二水戦部隊からの魚雷が第36.1任務群を襲い、セントルイスの艦首に1本が命中して艦首下部をもぎ取り、ホノルルの艦首と艦尾にもそれぞれ1本ずつ命中。艦尾に命中した魚雷は不発だったが、艦首に命中した魚雷は爆発してホノルルの艦首は垂れ下がった。いまや第36.1任務群の陣形は乱れ、後衛にいたグウィンがホノルルの前方に出現していた。0時14分、グウィンに魚雷が命中して大破炎上。さらにブキャナンとウッドワースが衝突事故を起こして損傷した。0時30分、二水戦部隊は戦場を離脱。これを見たエインズワース少将は追撃を命じるが、その命令に従ったのはラルフ・タルボットだけだった。二水戦部隊は5時15分、ブインに帰投した。大破したグウィンはダメージ・コントロールもうまくいかず浸水が増大し、結局グウィンは士官2名と乗員59名を道連れにして味方によって海没処分された。
輸送隊は海戦の間隙を縫って7月13日0時36分にコロンバンガラ島アリエル入江に到着し、輸送物件全ての揚陸に成功の後、1時43分にコロンバンガラ島を離れる。ブインへ帰投途中、皐月と水無月は神通の捜索に向かうが何も発見せず引き返した輸送隊は11時40分にブインに帰投した。

### 損害
- 日本海軍の損害

沈没：神通 伊崎少将以下、第二水雷戦隊司令部全滅
損傷：雪風　上記の通り破損は誤認の可能性がある
- アメリカ海軍の損害

沈没：グウィン
損傷：ホノルル、セントルイス、リアンダー、ブキャナン、ウッドワース
雪風はアメリカ軍の巡洋艦3隻撃沈を主張したが、これは三つの火柱を確認した斉藤（雪風水雷長）が「酸素魚雷は1発で1隻を撃沈する」という先入観を持っていたからである。外南洋部隊の判断は「乙巡（軽巡洋艦）一隻轟沈、一隻撃沈、二隻炎上（内一隻撃沈確実）」というものであった。大本営も外南洋部隊の判断をおおむね追認して昭和天皇に奏上しており、『巡洋艦4隻以上と交戦、2隻撃沈、1隻炎上、味方巡洋艦1隻大破、この戦いをコロンバンガラ島沖海戦と呼称す』という大本営発表を行った。日本海軍は司令部が全滅した第二水雷戦隊再建のため7月19日付で第四水雷戦隊（司令官高間完少将）を解隊し、翌7月20日付で、その要員と兵力を転用し新しい第二水雷戦隊として再編成した。

## 海戦の後

### 第七戦隊などの出撃と輸送作戦
日本海軍は、クラ湾夜戦とコロンバンガラ島沖海戦の結果、ソロモン方面の連合国軍の残存水上兵力は「巡洋艦3隻、駆逐艦6隻」程度と判断した。また、クラ湾夜戦とコロンバンガラ島沖海戦で巡洋艦を伴った連合国軍艦隊が出現した事を鑑み、南東方面部隊に増援させていた第七戦隊を活用して残存水上兵力を撃滅し、輸送作戦を安全に実施できるようにするという計画を立てた。その前段階として、コロンバンガラ島への輸送物件を事前にブインに輸送することとなった。
7月16日夕刻、輸送物件を載せた駆逐艦初雪（第11駆逐隊）と望月（第30駆逐隊）はラバウルを出港し、翌17日朝にブインに到着。ただちに皐月と水無月へ物件の移送作業を進めるも空襲を受け、初雪が沈没、皐月と水無月（資料によっては夕凪）が小破するという被害を受けた。一方、第七戦隊は鳥海などとともに16日夜にラバウルを出撃していたものの、ブインへの空襲の報を受けて一旦退却した。7月18日夜、以下のような顔ぶれで輸送作戦を再開する事になった。
- 主隊：重巡洋艦：熊野〔第七戦隊旗艦〕、鈴谷、鳥海
- 第三水雷戦隊：軽巡洋艦川内〔第三水雷戦隊旗艦〕：駆逐艦雪風、浜風、清波、夕暮
- 輸送隊：駆逐艦三日月、水無月、松風

主隊および第三水雷戦隊は7月18日22時にラバウルを出撃し、翌19日夕刻に輸送隊と合流した。主隊と第三水雷戦隊はクラ湾北方で敵艦隊を捜索するも遭遇せず反転し、輸送隊は23時40分にコロンバンガラ島の泊地に到着して7月20日0時35分までに揚陸作業を終えた。
しかし、艦隊は姿を見せなかったものの、一連の第七戦隊など行動は「ブラックキャット」の異名を持つ夜間哨戒仕様のアメリカ海軍のPBY「カタリナ」によって筒抜けとなっていた。「ブラックキャット」機の報告によりガダルカナル島から夜間攻撃隊が出動し、引き揚げる第七戦隊と第三水雷戦隊を攻撃する。夕暮が最初の攻撃で轟沈し、次いで熊野にも魚雷が命中して舵故障等の被害を与えた。清波は夕暮の救援のため反転するも、2時30分以降消息が途絶えた。輸送隊の水無月と松風も至近弾で損傷した。アメリカ軍の損害について、雪風は対空砲火で4機を撃墜したと主張している。残存艦艇は17時30分にラバウルに帰投した。軍令部総長は昭和天皇に対し、この戦闘について以下のように報告している。
日本軍の輸送作戦自体は成功したものの、昼夜分かたぬ航空攻撃を避けるため、これ以降コロンバンガラ島への輸送作戦に使用するルートをベラ湾、ブラケット水道経由に切り替える事を余儀なくされた。
7月22日、水上機母艦「日進」が駆逐艦3隻（萩風、嵐、磯風）の護衛のもと、戦車などの輸送物資を載せてコロンバンガラ島へ向かったが、ショートランド近海で米軍機の空襲により撃沈された。

### ニミッツの評と危機
太平洋艦隊司令長官チェスター・ニミッツ元帥は後年、クラ湾夜戦とコロンバンガラ島沖海戦におけるエインズワース少将の戦いぶりについて、以下のように評した。
ただし、レーダーにより日本艦隊を発見した後、指揮下の艦艇に攻撃命令を出すまで18分の時間を要し、その間日本艦隊に発見と反撃の機会を与えたクラ湾夜戦においてはニミッツ提督の指摘通りエインズワース少将の指揮の遅さはあったが、この夜戦では逆探によってアメリカ軍のレーダー射撃の危機を察知した日本艦隊が米艦隊を上回る速度で前進したため、アメリカ軍のレーダー探知の僅か4分後に互いを目視で確認できる距離まで急接近した点は状況が異なる。
またニミッツ元帥は、エインズワース少将が日本の駆逐艦に魚雷次発装填装置があることを知らず、無警戒だった点を指摘している。巡洋艦を中央に置き、前後に駆逐艦を配置する陣形は1942年10月11日のサボ島沖海戦以来常用していたものである。しかし、大乱戦となった1942年11月13日の第三次ソロモン海戦（巡洋艦の夜戦）はさておいて、コロンバンガラ島沖海戦で神通への止めを刺すための突撃をするまで、駆逐艦は海戦においてあまり活躍していなかった。この点を踏まえ、ニミッツ元帥は評を以下のように締めくくっている。
いずれにせよ、第36.1任務群は中枢の巡洋艦が沈むか損傷などにより事実上戦力外となった。ソロモン方面のもう一つの有力なアメリカ海軍の水上部隊である第36.9任務群（アーロン・S・メリル少将）は、7月12日未明にムンダを砲撃し、7月15日に「ザ・スロット」と呼ばれたニュージョージア海峡を行動しているものの日本艦隊と会敵する事はなく、ツラギ島を経て7月の中旬から下旬にかけてはエスピリトゥサント近海で行動していた。
前述のとおり、7月20日の戦闘以降、日本艦隊はコロンバンガラ島への輸送の際はブラケット水道を経由することとなった。連合国軍はこの海域に魚雷艇を配備して妨害行動に出たものの、大発1隻を撃沈したのみで駆逐艦の「東京急行」には通用せず、効果がある妨害とはならなかった。連合国軍の敗北により第36.1任務群の兵力減少と第36.9任務群の遠方での行動は、連合国軍による当面の妨害手段は魚雷艇と駆逐艦、航空機のみとなっていた。